# Colom muntanyenc de Nova Guinea
El colom muntanyenc de Nova Guinea (Gymnophaps albertisii) és una espècie d'ocell de la família dels colúmbids (Columbidae) que habita els boscos de les muntanyes de Nova Guinea, Moluques Septentrionals i els arxipèlags D'Entrecasteaux i Bismarck.